# Malena Sánchez
Malena Sánchez White (Buenos Aires, 7 de agosto de 1991) es una actriz argentina de cine, teatro y televisión. Debutó en cine a los 18 años en la película Familia para armar, protagonizada por Norma Aleandro, y luego continuó su carrera profesional en otros filmes así como en series televisivas. Fue galardonada con el Premio Patacón del Festival de Cine de Tandil por su interpretación en la película El aprendiz y fue candidata al Premio Sur a la mejor actriz de reparto por la película Tuya  y a la mejor actriz protagónica por el filme De martes a martes.

## Actividad profesional
Desde los siete y hasta los once años acudió al Instituto Vocacional de Arte, donde tomó clases de teatro con distintos profesores, además de expresión corporal, literatura, música y otras disciplinas.[cita requerida] A los 11 estudió con María Inés Falconi y después se dedicó al ingreso de la Escuela Superior de Comercio Carlos Pellegrini. De 2006 a 2013 tomó clases en el estudio de Julio Chávez dónde también fue alumna de Luz Palazón y Liliana Popovich. Juega al fútbol desde los 5 años y se destaca en varios deportes más. Así como también en acrobacia, canto y piano.[cita requerida]
En el 2008 le llega su gran oportunidad. Gracias a la actriz Valeria Lorca, amiga de sus padres, tiene noticias de que el director Edgardo González Amer está buscando a la protagonista de una nueva película que prepara y que todavía continúa haciendo casting. Malena lo llama y acude al casting. Edgardo vio el resultado y terminó por decidirse, Malena sería Julia, la protagonista de Familia para armar.[cita requerida] La película se estrenó en 2010 y está protagonizada por Norma Aleandro y Oscar Ferrigno. En el 2011, participa en Herederos de una venganza. En el 2012, participa de la película titulada De martes a martes filme de Gustavo "Chus" Triviño, acompañada por Alejandro Awada y Pablo Pinto. En 2012 participa de un capítulo del ciclo de unitario ficcionales del programa Historias de corazón. Además se suma al elenco de la exitosa tira Dulce amor.

## Filmografía
| Año  | Título                       | Personaje         | Dirección                         |
| ---- | ---------------------------- | ----------------- | --------------------------------- |
| 2010 | Familia para armar           | Julia             | Edgardo González Amer             |
| 2012 | De martes a martes           | Valeria           | Gustavo Treviño                   |
| 2012 | Tiro de gracia               | Florencia         | Nicolás Lidijover                 |
| 2013 | Un paraíso para los malditos | Jackie            | Alejandro Montiel                 |
| 2014 | Arrebato                     | Coni              | Sandra Gugliotta                  |
| 2014 | Blue Lips                    | Malena            | Daniela de Carlo y Julieta Lima   |
| 2015 | Tuya                         | Lali              | Edgardo González Amer             |
| 2015 | Abzurdah                     | Pilar             | Daniela Goggi                     |
| 2016 | El silencio                  | María             | Arturo Castro Godoy               |
| 2016 | El aprendiz                  | Mercedes          | Tomás De Leone                    |
| 2016 | Inseparables                 | Romina            | Marcos Carnevale                  |
| 2017 | Todo lo que veo es mío       | Ivonne            | Mariano Galperín y Román Podolsky |
| 2018 | Luciferina                   | Ángela            | Gonzalo Calzada                   |
| 2018 | Re loca                      | Maia              | Martino Zaidelis                  |
| 2018 | El Potro, lo mejor del amor  | Patricia Pacheco  | Lorena Muñoz                      |
| 2019 | Iniciales SG                 | Olga              | Rania Attieh y Daniel García      |
| 2021 | El desarmadero               | Dra. Sánchez      | Eduardo Pinto                     |
| 2022 | Un crimen argentino          | María Bussato     | Lucas Combina                     |
| 2022 | Atando cabos                 | Patricia Martínez | Walter Tejblum                    |

Tiene un papel
Protagónico en la
Serie  de
Origen Israelí "Amia"

## Televisión
| Año       | Título                               | Personaje         | Canal         | Notas                               |
| --------- | ------------------------------------ | ----------------- | ------------- | ----------------------------------- |
| 2000      | Chiquititas                          | Malena            | Telefe        |                                     |
| 2002      | Máximo corazón                       | Julieta           | Telefe        |                                     |
| 2003      | Rebelde Way                          | Delfina Mitre     | Canal 9       |                                     |
| 2011      | Herederos de una venganza            | Andrea            | Canal 13      |                                     |
| 2012      | Trabajo práctico final               | Luna Grierson     | Tecnópolis TV |                                     |
| 2013      | Historias de corazón                 | Malena            | Telefe        | "Episodio 5: Para olvidar a Manuel" |
| 2013      | Dulce amor                           | Maite Rivero      | Telefe        |                                     |
| 2013      | Televisión por la justicia           | Greta             | Canal 9       | "Episodio 10: Círculo íntimo"       |
| 2014      | Mis amigos de siempre                | Celeste           | Canal 13      |                                     |
| 2014      | La celebración                       | Mari              | Telefe        | "Episodio 1: Cumpleaños"            |
| 2015      | Presentes                            | Romina Giuntini   | Encuentro     |                                     |
| 2015      | Cromo                                | Nina              | TV Pública    |                                     |
| 2015      | Conflictos modernos                  | Sofía Duggan      | Canal 9       | "Episodio 11: Casa De Cristal"      |
| 2017      | Cuéntame cómo pasó                   | Marta Parisi      | TV Pública    |                                     |
| 2017      | Vida de película                     | Sofía (Joven)     | TV Pública    |                                     |
| 2018      | Cien días para enamorarse            | Marina            | Telefe        |                                     |
| 2019      | Argentina, tierra de amor y venganza | Francesca Moretti | Canal 13      |                                     |
| 2022-2023 | El encargado                         | Florencia         | Star+         |                                     |
| 2023      | Frágiles                             | Sara Grecco       | Flow          |                                     |
| 2024      | Felices los 6                        | Trinidad «Trini»  | Max           |                                     |
| 2025      | Objetivo AMIA'@ 2025                 | Gisela Berruti    | Reshet 13     |                                     |

## Teatro
| Año  | Título                        | Personaje | Dirección             |
| ---- | ----------------------------- | --------- | --------------------- |
| 2011 | La Soledad                    | Soledad   | Diego Beares          |
| 2012 | Radio Teatro: “Alina y Saló"  | Alina     | Santiago Doria        |
| 2012 | Las sombras caminan muy lento | Antonella | Hernan Pairetti       |
| 2013 | Desencanto                    | Lucía     | Centro Cultural Rojas |
| 2017 | Etiqueta Azul                 | Paula     | Joaquin Bonet         |

## Series web
| Año  | Título                    | Personaje  | Notas                |
| ---- | ------------------------- | ---------- | -------------------- |
| 2013 | Mis amigos siempre a mano | Julieta    | Webserie de Movistar |
| 2019 | Barrilete cósmico         | Paula      | Webserie de Flow     |
| 2019 | Chueco en línea           | Ella misma | Webserie de Flow     |